# اندری ایگوروف
اندری ایگوروف (انگلیسی: Andrei Igorov؛ ۱۰ دسامبر ۱۹۳۹ – ۱۰ نوامبر ۲۰۱۱ (aged 71)) ورزشکار اهل رومانی بود.
وی در مسابقات کشوری و بین‌المللی در مجموع برندهٔ ۲ مدال طلا، ۳ مدال نقره شده‌است.